# Corina Dumitrescu
Corina Dumitrescu (n. 10 martie 1964, Sighetu Marmației, Maramureș, România) este o politiciană română, soția deputatului PSD Cristian Dumitrescu.
În 1982 a absolvit Liceul de Chimie din Oradea, în 1990 a obținut licență în științe juridice de la Facultatea de Drept a Universității București.
În 1998 a obținut diploma de Doctor în Drept la Universitatea Babeș-Bolyai din Cluj-Napoca.
Corina Dumitrescu lucrează din 1990 la Universitatea Creștină Dimitrie Cantemir, iar din 2007 a ocupat funcția de rector al acestei universități particulare.
A deținut în perioada 2001 - 2005 funcția de Secretar General în Ministerul Justiției (funcție preluată sub mandatul Rodicăi Stănoiu).
În mai 2012 a fost nominalizată pentru funcția de ministru al educației în Guvernul Ponta, numire contestată în presă și în mediul universitar.